# 1433 w literaturze
Wydarzenia literackie w 1433 roku.

## Urodzili się
- 19 października - Marsilio Ficino, włoski filozof renesansowy, humanista, neoplatonik, filolog, astrolog
- Eleonora Szkocka, arcyksiężna austriacka